# Stollo

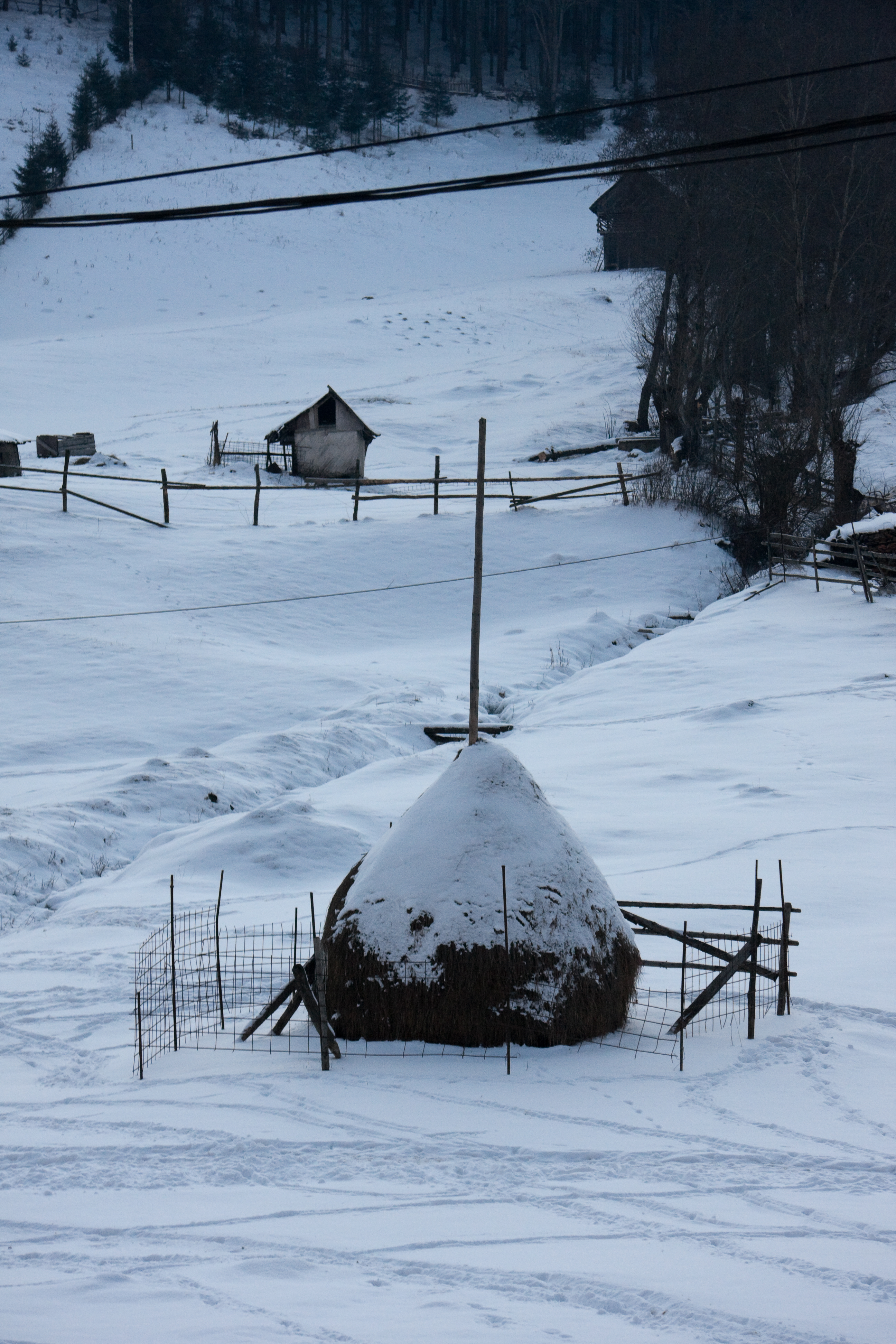
Fienile attorno a un alto stollo in Romania

Lo stollo è il palo in legno, conficcato nel terreno, sul quale, partendo dalla estremità della punta, si inserisce il fieno creando così il pagliaio (o covone).

## Etimologia
La voce deriva dal longobardo stoll ovvero puntello, palo, sostegno.

## Nel folclore
Lo stollo è protagonista del palio ad esso dedicato nella località di Santa Caterina in provincia di Grosseto, Toscana. Lo stollo si trova al centro di un pagliaio che viene incendiato dopo essere stato benedetto dal parroco, ed i rappresentanti delle contrade competono in varie prove di abilità legate a questa cerimonia. Anche in Molise esistono tradizioni analoghe.